# 掛川寿夫
掛川 寿夫（かけかわ ひさお、1959年（昭和34年） - ）は、日本の薬学者。香川大学創造工学部教授。専門は生化学、薬理学。
徳島文理大学大学院薬学研究科博士後期課程修了。徳島文理大学薬学部卒業。広島県三原市出身。

## 経歴
1981年（昭和56年）、徳島文理大学薬学部を卒業し1987年（昭和62年）に同大学院薬学研究科博士後期課程を修了。薬学博士の学位を取得
徳島文理大学薬学部研究員を経て1992年（平成2年）に徳島文理大学助教授に就任。1995年（平成7年）にはニューヨーク州立大学研究員に就任。
1997年（平成9年）に徳島文理大学の研究員に戻り、2000年（平成12年）、香川大学工学部材料創造工学科で助教授に就任。
2006年（平成18年）より香川大学工学部教授に就任する。また日本材料学会、日本薬学会、日本生化学会などに所属。

## 受賞
- 2005年 - 環境技術賞
- 2011年 - 芦原科学賞（功労賞）

## 論文
- 国立情報学研究所収録論文 国立情報学研究所